# Черв'яки (присілок)
Черв'яки́ (рос. Червяки) — присілок у складі Шабалінського району Кіровської області, Росія. Входить до складу Черновського сільського поселення.
Населення становить 11 осіб (2010, 48 у 2002).
Національний склад станом на 2002 рік — росіяни 100 %.